# Caduca meleagris
Caduca meleagris là một loài bướm đêm trong họ Noctuidae.